# Vitbröstad safir
Vitbröstad safir (Chlorestes candida) är en fågel i familjen kolibrier.

## Utseende
Vitbröstad safir är en liten och rätt färglös tvåfärgad kolibri, där könen har liknande dräkt med grön ovansida och vit undersida. Längst in på näbben är den rödaktig, men det kan vara svårt att se. Stjärten är grönaktig med ett svagt sotfärgat band nära spetsen, men saknar de tydliga vita stjärthörnen hos andra små kolibrier, som hona rubinkolibri. Jämfört med liknande azurkronad smaragd är den mindre med helvit undersida.

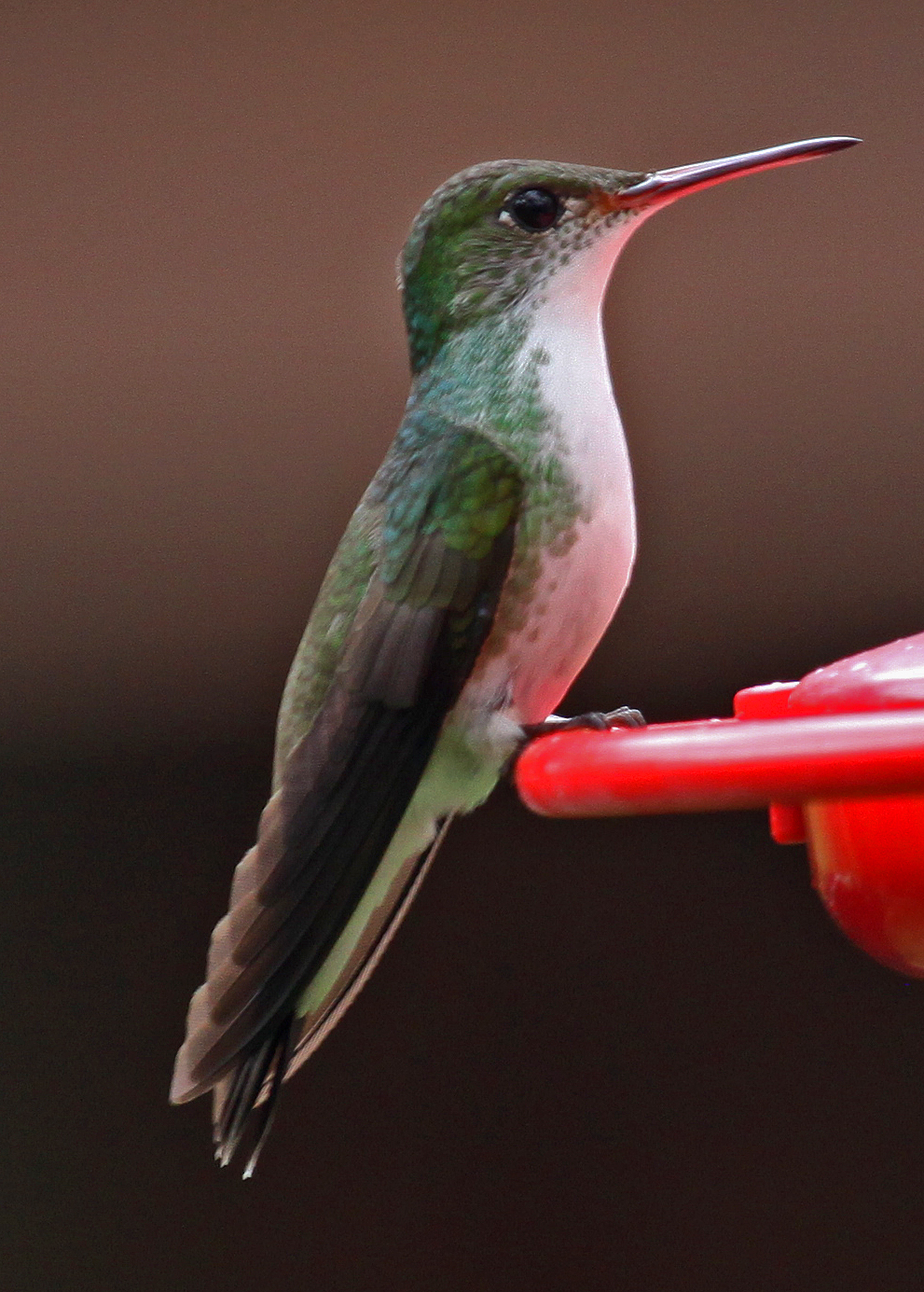

## Utbredning och systematik
Arten delas in i tre underarter med följande utbredning:
- genini – förekommer i sydöstra Mexiko
- pacifica – förekommer från sydöstra Mexiko (Chiapas) till södra Guatemala
- candida – förekommer från sydöstra Mexiko (Yucatánhalvön) till Belize och Nicaragua

### Släktestillhörighet
Arten placeras traditionellt i släktet Amazilia, men genetiska studier visar att arterna i släktet inte står varandra närmast. Vitbröstad safir har därför flyttats till släktet Chlorestes.

## Levnadssätt
Vitbröstad safir hittas i fuktiga låglandsskogar, beskogade flodbanker och plantage. Vintertid förekommer den ofta vid våtmarker.

## Status och hot
Arten har ett stort utbredningsområde och en stor population, men tros minska i antal till följd av avskogning, dock inte tillräckligt kraftigt för att den ska betraktas som hotad. Internationella naturvårdsunionen IUCN listar därför arten som livskraftig (LC). Beståndet uppskattas till i storleksordningen 500 000 till fem miljoner vuxna individer.